# 舒爾岑格倫德巴赫河

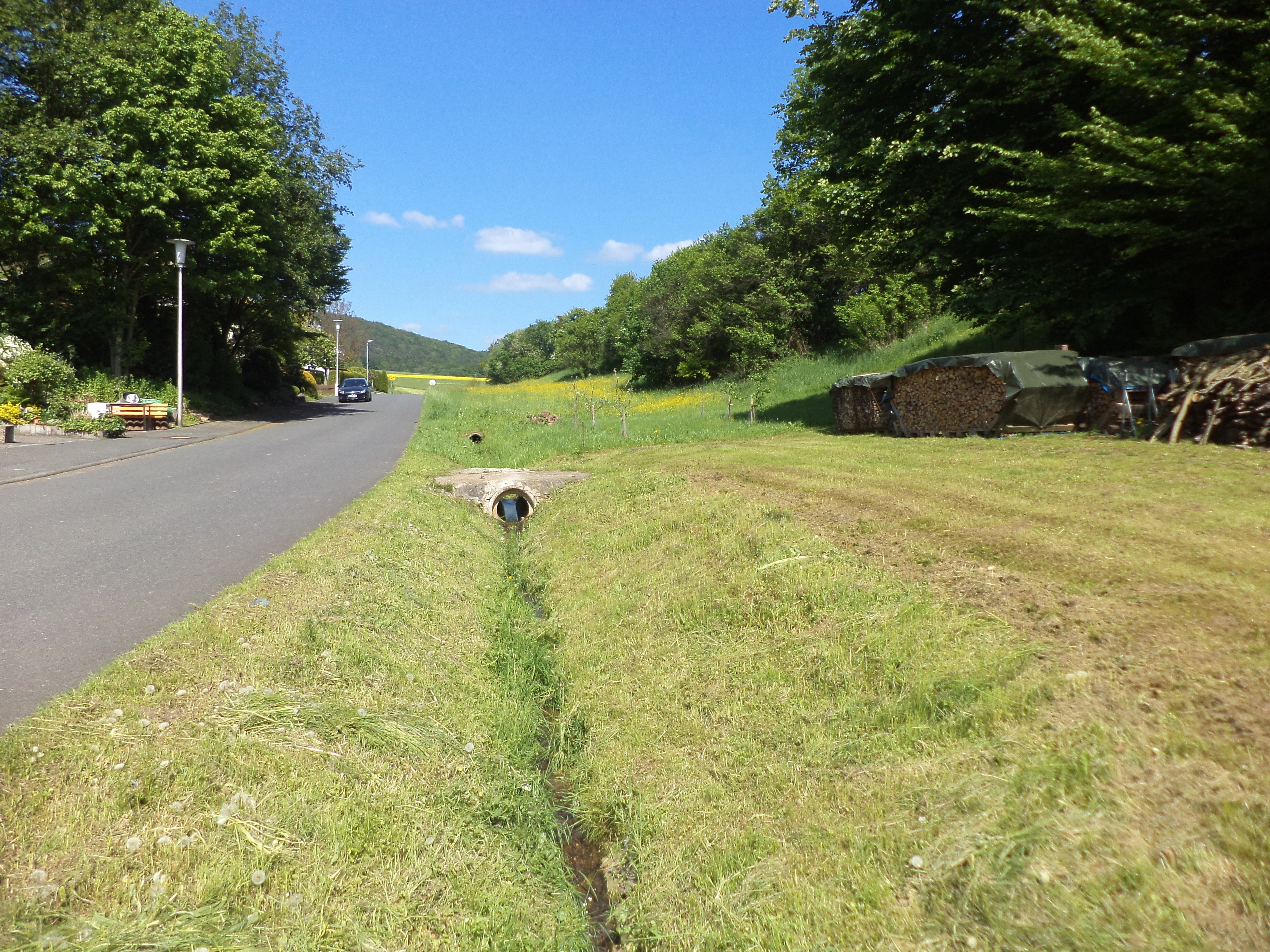

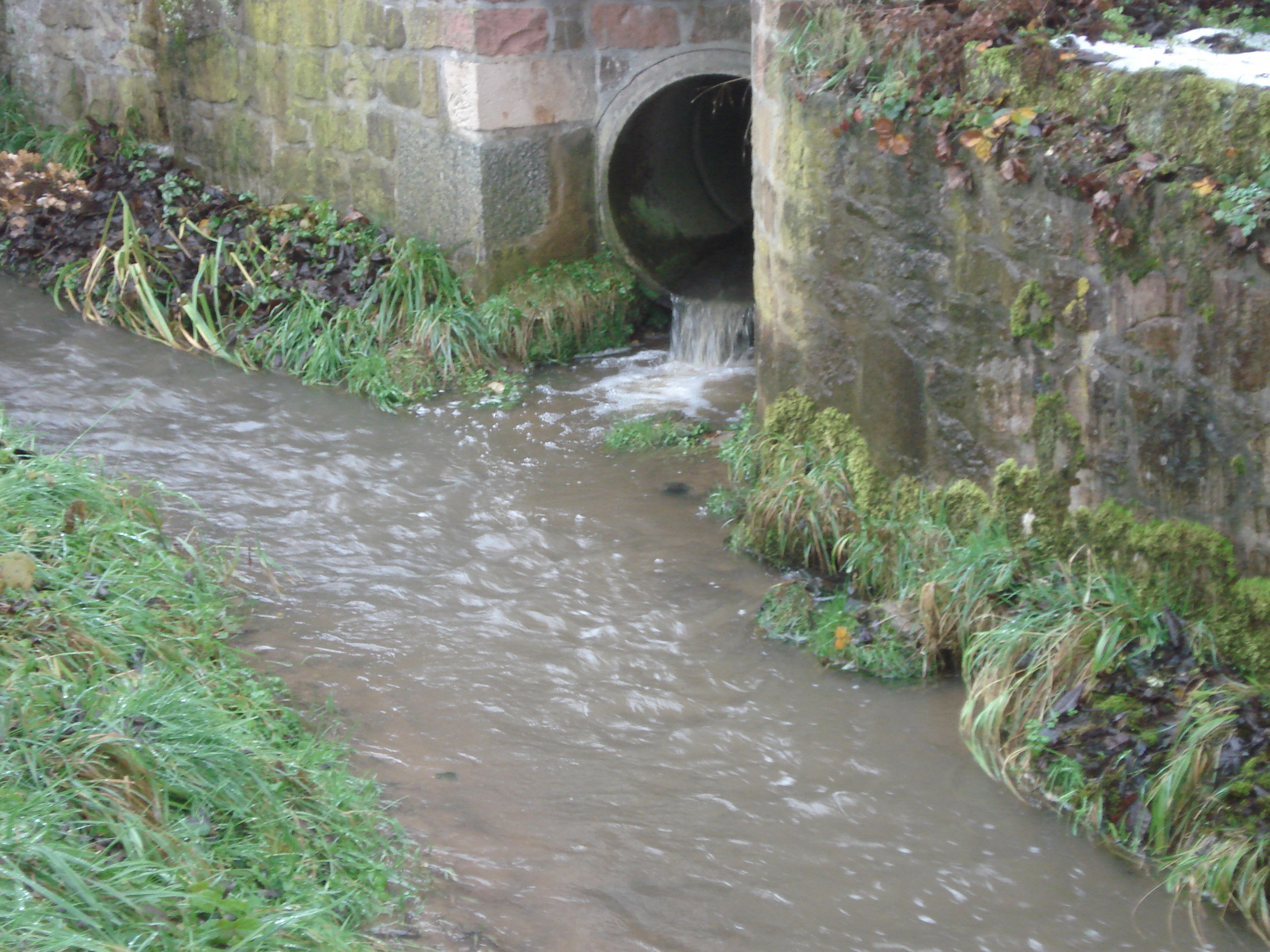

50°6′56.58″N 9°14′28.68″E / 50.1157167°N 9.2413000°E
舒爾岑格倫德巴赫河（德語：Schulzengrundbach），是德國的河流，位於該國東南部，由巴伐利亞負責管轄，屬於韋斯特巴赫河的左支流，河道全長1公里，流域面積0.5平方公里。